# Kopfnicker (Album)
Kopfnicker ist das Debütalbum der Stuttgarter Rapgruppe Massive Töne. Es erschien am 29. Oktober 1996 über das Label MZEE Records.

## Produktion
Bis auf eines wurden alle Lieder des Albums von dem Massive-Töne-Mitglied Wasi produziert. Lediglich der Song Das und dies (Remix) stammt von Musikproduzent Glammerlicious.

## Covergestaltung
Das Albumcover zeigt die vier Bandmitglieder DJ 5ter Ton, Wasi, Schowi und Ju in ihrem Aufnahmeraum. Rechts oben befindet sich der schwarze Schriftzug Massive Töne und der Titel Kopfnicker steht am unteren Bildrand in Grün.

## Gastbeiträge
Auf drei Liedern des Albums sind neben den Massiven Tönen weitere Künstler zu hören. So sind die Songs Mutterstadt und Schoß der Kolchose Kollaborationen mit den ebenfalls aus Stuttgart stammenden Rappern Afrob und Max Herre, wobei bei letzterem Stück auch der Rapper Emil mitwirkt. Außerdem hat die Rapgruppe Freaks Association Bremen (F.A.B.), bestehend aus den Mitgliedern FlowinImmO, Ferris MC und DJ Pee, einen Gastauftritt im Track Ausbruch.

## Titelliste
| #      | Titel                | Gastbeiträge              | Produzent      | Länge |
| ------ | -------------------- | ------------------------- | -------------- | ----- |
| 1      | Kopfnicker           |                           | Wasi           | 6:50  |
| 2      | Nichtsnutz           |                           | Wasi           | 5:33  |
| 3      | Mutterstadt          | Afrob und Max Herre       | Wasi           | 5:36  |
| 4      | Betäubt und taub     |                           | Wasi           | 4:47  |
| 5      | Das und dies (Remix) |                           | Glammerlicious | 4:34  |
| 6      | Ausbruch             | F.A.B.                    | Wasi           | 4:12  |
| 7      | MC’s sehn mich       |                           | Wasi           | 4:53  |
| 8      | Jurastapark          |                           | Wasi           | 5:09  |
| 9      | Trend II             |                           | Wasi           | 4:33  |
| 10     | Ohne Ende ’95        |                           | Wasi           | 5:33  |
| 11     | Schoß der Kolchose   | Max Herre, Afrob und Emil | Wasi           | 5:57  |
| 12 (*) | Das und dies         |                           | Wasi           | 4:50  |

(*) Bonussong der Schallplattenversion

## Bedeutung
Auch wenn Kopfnicker sich nicht in den Charts platzieren konnte, gilt es heute als Klassiker des deutschsprachigen Raps. Das Album machte die Massiven Töne in der ganzen Hip-Hop-Szene bekannt und ebnete den Weg für den späteren kommerziellen Erfolg der Gruppe.
Im Magazin Puls vom Bayerischen Rundfunk wurde Kopfnicker 2009 in die Ruhmeshalle der Musik aufgenommen:

„"Kopfnicker" hat 1996 Rap in Deutschland erst zu Rap gemacht. Schowi, Ju, Wasi und DJ 5ter Ton haben allen anderen Rappern im Handumdrehen und ohne jegliche Battlezeilen gezeigt: Ihr habt alle keinen Flow! Die ach so kantige deutsche Sprache kann doch butterweich fließen. Das muss ihnen bis heute erst einmal nachgemacht werden. […] "Kopfnicker" war auch musikalisch so revolutionär, dass man erst einmal total erschlagen versucht hat, sich das Album zu erklären. Das hier klingt nach Wu-Tang, das nach Gangstarr, hier was nach A Tribe Called Quest. Aber das führte alles nur ins Leere. Klar, es handelt sich um Beats nach amerikanischem Vorbild. Aber schnell hatte man kapiert: Das kommt aus Stuttgart – fertig. […] Ohne "Kopfnicker" hätte es den Deutschrap-Hype zwei Jahre später nicht gegeben. Ein Meilenstein.“

Die Hip-Hop-Seite rappers.in würdigte das Album 2014 in der Rubrik Meilensteine:

„Es ist ein Album, das von der ersten bis zur letzten Minute eine ganz eigene Atmosphäre aufweist. Die Beats sind dabei hörbar amerikanisch beeinflusst – mit vielen Scratches und Samples, aber trotzdem in ihrer Reduziertheit und Stringenz überhaupt nicht nach Kopie klingend. Die Texte ausdrucksstark und versiert geschrieben, aber trotzdem authentisch und lebensnah. Die Flows weich und souverän, aber trotzdem nach Spontaneität und Jam klingend. Es ist das Werk einer jungen Gruppe kreativer Köpfe, die ohne jede kommerzielle Absicht ein Gesamtbild ihrer Lebenssituation entwirft und über die Dinge rappt, die sie beschäftigen und prägen. Ob geplant oder nicht, sei einmal dahingestellt: Die Massiven Töne drücken aus, was viele junge Menschen Mitte der 1990er empfinden.“

| Professionelle Bewertungen | Professionelle Bewertungen |
| -------------------------- | -------------------------- |
| Kritiken                   |                            |
| Quelle                     | Bewertung                  |
| laut.de                    | [ 5 ]                      |

Die Internetseite laut.de bewertete Kopfnicker 2019 rückblickend ebenfalls in der Rubrik Meilensteine mit fünf von möglichen fünf Punkten:

„[Es] ist ein brachial gutes Debütalbum, das die deutsche Szene maßgeblich mitgeprägt hat - thematisch, technisch, lyrisch und ganz besonders musikalisch.“